# Yokosuka E6Y
Lo Yokosuka E6Y (?), o secondo la convenzione di designazione "lunga" idrovolante da ricognizione Modello 1 Tipo 91, era un idroricognitore a scarponi, monomotore biplano sviluppato dall'ufficio di progettazione giapponese Kūgishō, il Primo arsenale tecnico aeronavale di Yokosuka nei tardi anni venti e prodotto in piccola serie dalla Kawanishi KK nei primi anni trenta.
Destinato ad equipaggiare alcuni sommergibili portaerei della Dai-Nippon Teikoku Kaigun Kōkū Hombu, la componente aerea della Marina imperiale giapponese, rimase in servizio durante la seconda guerra sino-giapponese fino al termine del decennio, progressivamente sostituito dal più recente Watanabe E9W.

## Storia del progetto
Nei primi anni venti la Marina Imperiale giapponese, in conseguenza alle analoghe sperimentazioni effettuate in Europa occidentale e Stati Uniti d'America, emise una specifica per la fornitura di un nuovo idrovolante da ricognizione leggero dalle ridotte dimensioni che avesse la possibilità di equipaggiare una nuova classe di sommergibile portaerei della propria flotta.
Interpellato l'ufficio tecnico dell'arsenale navale di Yokosuka, il gruppo di lavoro decise di basare il disegno del nuovo velivolo Yokosho 1-Go ispirandosi alle peculiari caratteristiche del pari ruolo britannico Parnall Peto, riproponendo l'impostazione generale del modello al quale si ispirava: un convenzionale idrovolante monomotore monoposto di tipo a scarponi con configurazione alare biplana. Dopo un primo periodo di test, venne avviato un programma di miglioramento che portò allo sviluppo del 2-Go, modello realizzato con tecnica mista, dalla fusoliera realizzata in tubi d'acciaio rivestita in tela trattata, caratterizzato dalla velatura biplano-sesquiplana con ali realizzate in legno rivestite in tela trattata che potevano essere ruotate all'indietro, così come era possibile staccare il complesso dei galleggianti, per rendere possibile l'hangaraggio in un compartimento stagno dalle dimensioni ridotte ed equipaggiato con un motore radiale Armstrong Siddeley Mongoose raffreddato ad aria realizzato su licenza dalla Mitsubishi ed in grado di erogare una potenza pari a 130 hp. Nel corso dei primi test di volo il prototipo venne modificato nell'impennaggio che, per migliorarne le caratteristiche, acquisì una deriva ventrale.
Il 2-Go così modificato venne completato nel maggio 1929 ed assegnato al sommergibile I-21 per un programma di test in condizioni operative che si protrassero fino al settembre 1931.
I dati acquisiti vennero utilizzati per sviluppare una versione migliorata che sopperisse ai limiti incontrati sul modello. Il nuovo prototipo, identificato come 2-Go Kai, adottò un impennaggio dalla deriva convenzionale, un diverso disegno nei montanti che fissavano l'ala superiore a quella inferiore e venne dotato di una nuova motorizzazione, un radiale 7 cilindri Gasuden Jimpu raffreddato ad aria da 160 CV. Il 2-Go Kai, che venne testato in condizioni operative sull'I-21 fino al termine del 1931, quindi assegnato all'I-5, riuscì a soddisfare le aspettative dei vertici della Marina imperiale che emise un ordine di fornitura per otto esemplari.
Il modello di produzione in serie, che a seconda della convenzione di designazione venne identificato sia come E6Y1 che come "piccolo idrovolante imbarcato da ricognizione Tipo 91 Modello 1", venne realizzato negli stabilimenti Kawanishi KK tra il 1933 e il 1934.

## Impiego operativo
Gli E6Y1 vennero assegnati ai sommergibili I-5, unico della classe Junsen 1 modificata, I-6, unico della classe Junsen 2, I-7 e I-8, questi ultimi gli unici di classe Junsen 3, dove rimasero operativi fino al 1938, progressivamente sostituiti da più moderni Watanabe E9W, partecipando alle operazioni durante la guerra di Shanghai del 1932.

## Versioni
Yokosho 2-Go
designazione del primo prototipo, configurazione idrovolante a scarponi, equipaggiato con un motore radiale Armstrong Siddeley Mongoose da 130 hp prodotto su licenza dalla Mitsubishi, realizzata in un esemplare.
Yokosho 2-Go Kai
designazione del secondo prototipo, stessa configurazione, equipaggiato con un motore radiale 7 cilindri Gasuden Jimpu da 160 CV (118 kW), realizzata in un esemplare.
E6Y1
designazione della versione avviata alla produzione in serie realizzata in 8 esemplari.

## Utilizzatori
Giappone
- Dai-Nippon Teikoku Kaigun Kōkū Hombu